# Hybogaster giganteus
 Hybogaster giganteus  ist ein epigäischer, also oberirdisch wachsender, Bauchpilz aus der Ordnung der Täublingsartigen (Russulales). Für das Taxon wurde von R. Singer die monotypische Gattung  Hybogaster  und von W. Jülisch die monotypische Familie der  Hybogasteraceae  eingerichtet. Der Pilz unterhält eine symbiotische oder parasitische Beziehung mit Scheinbuchen (Nothofagus) und  wurde bisher nur in Südchile nachgewiesen. Die systematische Stellung des seltenen Pilzes innerhalb der Ordnung ist nach wie vor umstritten.

## Merkmale der Gattung und Familie
Die oberirdisch wachsenden Bauchpilze sind trüffelartig und lappig-höckig. Sie besitzen eine kleine, stielartige Basis und eine dünne Außenhülle (Peridie). Der Fruchtkörper ist mehr oder weniger kahl und stumpf orange gefärbt. Bisweilen sind die Glebakammern durch die dünne Außenhülle hindurch sichtbar, sodass die Oberfläche etwas grubig erscheint. Alle inneren Teile des Fruchtkörpers scheiden eine weißliche Milch aus. Das Innere besteht aus einer zentralen, korallenartig verzweigten Columella, die aus der stielartigen Basis entspringt. Die Äste der Columella sind mit der Peridie adrig verbunden. Dazwischen befinden sich die zahlreichen, kleinen Glebakammern. Das Hyphensystem besteht aus dickwandigen, generativen Hyphen und aus Safthyphen (Laticiferen), die sich in Sulfobenzaldehyd braun anfärben, echte Zystiden fehlen. Das Hymenium kleidet die Glebakammern aus und besteht aus den Basidien und eingestreuten, gablig verzweigten Hyphen. Die Basidien sind keulig und gewöhnlich 4-sporig. Die kugeligen bis ellipsoiden und amyloiden Basidiosporen sind hyalin bis blass gelblich. Sie sind mehr oder weniger symmetrisch oder haben einen exzentrischen Apiculus. Die Sporen sind dickwandig und haben häufig im Inneren ein auffälliges, zentrales Öltröpfchen. Das Sporenornament besteht aus groben, isoliert stehenden, nicht allzu spitzen Stacheln.

## Merkmale der Art
Der ausgesprochen große, etwa 13,5 cm breite und mehr oder weniger isodiametrische, trüffelförmige Bauchpilz ist am Scheitel mehr oder weniger unregelmäßig genabelt und hat eine fast gehirnartige Form. Seine Basis ist stielartig zusammengezogen und misst etwa 3 × 2 cm. Aus der Basis heraus entspringt eine sich korallenartig verzweigende Columella. Das dünne Peridum ist etwa 1 mm dick. Die Oberfläche ist mehr oder weniger kahl und stumpf orange (eine Mischung aus ockergelb und ziegelrot) gefärbt. Die Gleba füllt den Raum zwischen den Columellaästen mit 0,2–0,3 mm breiten Glebakammern aus. Eine lamellenartige Struktur ist nicht zu erkennen. Die Gleba ist ockergelb bis bräunlich gefärbt und bei Reife meist mit Sporen gefüllt. Die schräg nach oben orientierten Äste der Columella durchziehen die gesamte Gleba und erreichen die Peridie dort, wo sich, von außen betrachtet, die höckerigen Erhebungen befinden. Der Kontext des Peridium und der Columella, des Stiels und der Äste sind weiß, fest-fleischig bis zäh und mehr oder weniger unveränderlich. Alle Teile scheiden eine unveränderliche, weiße Milch aus, die wie das scharf schmeckende Fleisch nach ranzigem Fett riecht. Das Hymenium besteht aus den keuligen, (25) 45–46 µm langen und 7,5–8,8 µm breiten Basidien, die gewöhnlich 4-sporig sind. Daneben findet man eingestreut, oft etwas gabelige Hyphenenden. Echte Zystiden oder Pseudozystiden fehlen in der reifen Gleba. Die Hyphen der Columellaäste sind oft dickwandig und haben etwa 1,5 µm dicke Wände. Bisweilen sind sie fast ausgefüllt. Außerdem findet man 5–9 µm breite Laticiferen, Schnallen scheinen zu fehlen. Die kugeligen bis breit ellipsoiden, amyloiden und ornamentierten Sporen messen 9,3–10,7 × 8,8–9,7 µm. Sie sind hyalin oder blass gelblich. Das Sporenornament besteht aus isoliert stehenden, 1,2–1,8 µm hohen und an der Basis bis zu 1,2 µm breiten Dornen, die nach oben hin mehr oder weniger spitzt zulaufen.
Chemische Reaktionen: Die Oberfläche des Peridium und das Trama färben sich bei frischen Exemplaren mit KOH (10 %) tief violett.

## Verbreitung und Ökologie
Der Pilz wurde bisher nur in Südchile gefunden und scheint mit Scheinbuchen vergesellschaftet zu sein. Die gefundenen Fruchtkörper wuchsen einzeln an der Basis eines lebenden Nothofagus dombeyi-Baumes in einem montanen Mischwald in der Cordillera Costera bei Valdivia.

## Bedeutung
Der seltene Pilz hat keine wirtschaftliche Bedeutung und sein Speisewert ist unbekannt.

## Etymologie
Der Gattungsname Hybogaster leitet sich von den beiden altgriechischen Wörtern hybos (ὗβος) = „Buckel“ und gaster (γαστήρ) =„Bauch“ ab und ist eine Anspielung auf die bauchige Fruchtkörperform mit seinen höckrig-gelappten Ausbuchtungen. Das Artepitheton gigantheus bedeutet „riesenhaft“ und ist hier ein Hinweis auf die „gigantische“ Größe der Fruchtkörper. Das Wort leitet sich aus der griechischen Mythologie ab. Die Giganten waren wilde Riesen, die, angestiftet von ihrer Mutter Gaia, versuchten den Olymp zu erstürmen.

## Systematik
R. Singer beschrieb die Gattung Hybogaster 1964 als gasteroiden Porling mit amyloiden Basidiosporen und auch, wenn die Gattung seitdem oft in der Literatur erwähnt wurde, gibt es außer der Originalbeschreibung keine neuere Beschreibung des wohl äußerst seltenen Pilzes. Daher wurde die Art auch noch nicht molekularbiologisch untersucht, sodass ihre systematische Einordnung nach wie vor unklar ist.
Hybogaster ähnelt oberflächlich betrachtet Zelleromyces und Arcangeliella (Russulaceae) unterscheidet sich aber von den beiden Gattungen durch die gut 7× größeren Fruchtkörper und seine korallenartig verzweigte Columella. Außerdem fehlen bei ihm Sphaerozysten und keulige Epicuticularzellen. Von Zelleromyces unterscheidet er sich auch durch sein Habitat (epigäisch an der Basis eines Baumstammes), durch seine kleineren Sporen und durch die dickwandigen Columellahyphen, die dem Fruchtkörper insgesamt eine zähe bis harte Konsistenz geben. Das allgemeine Erscheinungsbild – mit der fast vielhütig erscheinenden Fruchtkörperstruktur, seiner Farbe, der Sporen- und Hyphenmorphologie, sowie sein Habitat – erinnerten R. Singer stark an die Gattung Bondarzewia. Die Frage, ob die Ähnlichkeit auf Konvergenz beruht, oder ob es sich dabei um eine echte Verwandtschaft handelt, ließ Singer offen. Vorläufig stellte er die Gattung Hybogaster in die Familie der Heidetrüffelverwandten (Hydnangiaceae).
Bei der Beschreibung von Hybogaster giganteus hatte R. Singer bereits auf die makroskopische Ähnlichkeit zu Bondarzewia guaitecasensis hingewiesen. Dies ist wohl ein Grund dafür, dass W. Jülich 1981 für die Gattung die neue, monotypische Familie Hybogasteraceae einführte und sie zusammen mit den beiden Familien Amylariaceae und Bondarzewiaceae in seine neue Ordnung Bondarzewiales stellte. Heute werden alle drei Familien in die Ordnung der Täublingsartigen gestellt. Innerhalb dieser Ordnung gibt es mit den Schafporlings- und den Täublingsverwandten zwei Familien, die gasteroide Vertreter haben. In beiden Fällen handelt es sich dabei um Mykorrhizapilze. Falls Hybogaster wie Bondarzewia eine parasitische Lebensweise besitzt, würde dies für eine eigenständige Entwicklungslinie innerhalb der Täublingsartigen sprechen.